# 新河弄历史文化街区
新河弄历史文化街区是浙江省绍兴市的一处历史文化街区，位于古城北部。东到解放路，西到西小河。此处有现存规模最大的明代台门建筑——吕府，为全国重点文物保护单位。